# Diederik van Rooijen
Pour les articles homonymes, voir Van Rooijen.
Diederik van Rooijen, né le 26 décembre 1975 aux Pays-Bas, est un réalisateur et scénariste néerlandais.

## Filmographie
- 2003 : Zulaika[2]
- 2006 : Dummy[3]
- 2007 : Een trui voor kip Saar[4]
- 2009 : Bollywood Hero[5]
- 2009 : La guerre de Stella
- 2013 : Daylight[6]
- 2018 : L'Exorcisme de Hannah Grace (The Possession of Hannah Grace)[7]

### Comme producteur
- 2025 : iHostage de Bobby Boermans